# Wu Shih-yi
Wu Shih-yi (Taipei, 27 de abril de 1998) é uma pugilista taiwanesa.

## Carreira
Wu começou a lutar boxe aos treze anos. Wu completou o boxe nos Jogos Asiáticos de 2018 nos 60 kg femininos, perdendo para a eventual medalhista de prata Sudaporn Seesondee. No Campeonato Mundial de Boxe Feminino da AIBA de 2018, Wu competiu como peso leve, perdendo para Karina Ibragimova. Wu ganhou uma medalha de prata no Campeonato Asiático de Boxe Amador de 2019 em abril, depois perdeu para Wang Cong no Campeonato Mundial de Boxe Feminino da AIBA de outubro de 2019, que ela competiu como peso leve.
Nos Jogos Olímpicos de Verão de 2024, em Paris, conquistou a medalha de bronze na disputa de peso leve (até 60 kg).